# Romeinse poort van Ascoli Piceno

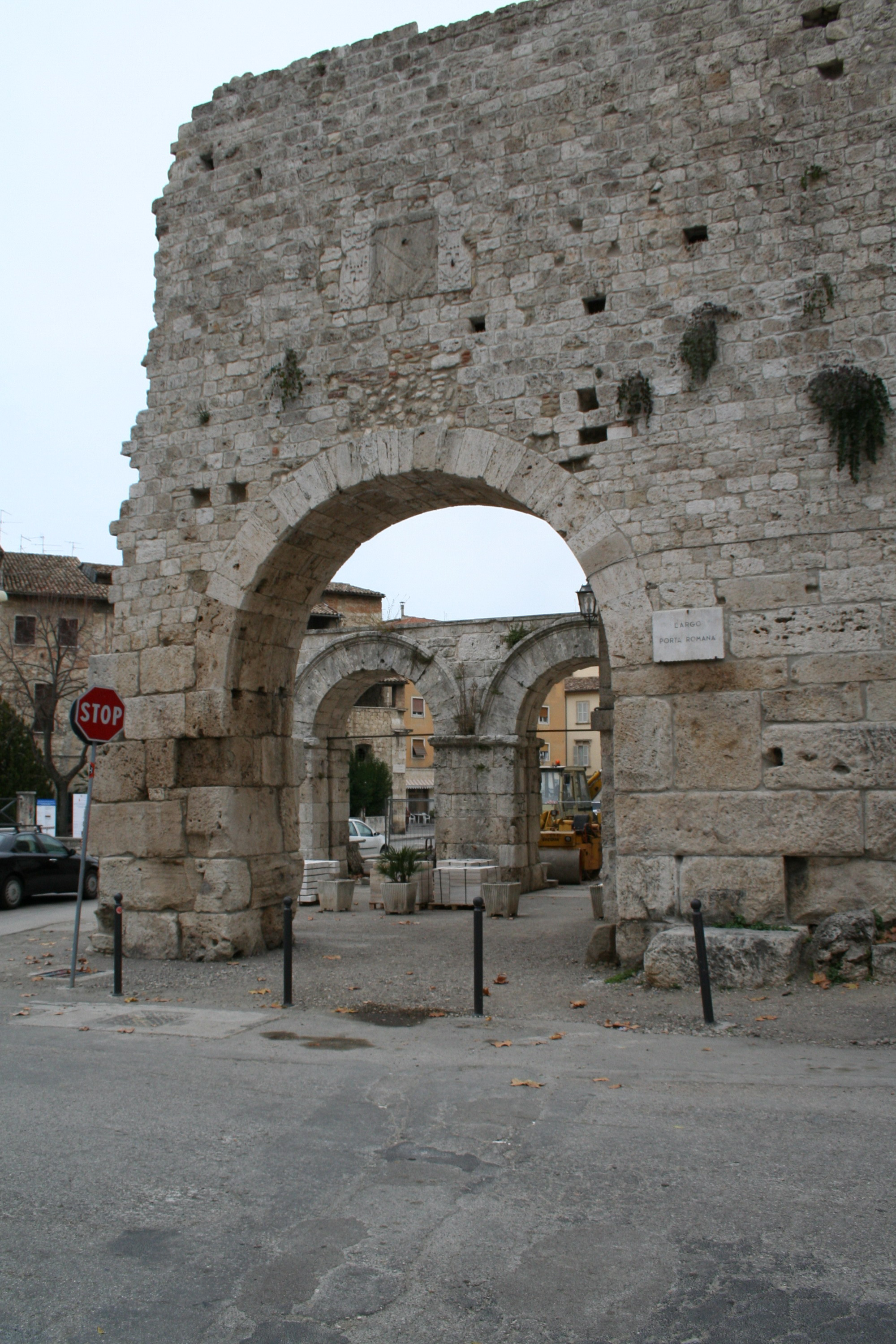
Porta Romana (Ascoli Piceno)

De Romeinse poort in de stad Ascoli Piceno (regio Le Marche, Italië), ook genoemd Porta Romana of Porta Gemina, werd gebouwd in de 1e eeuw v.Chr. Zij was de toegangspoort op de Zoutweg of Via Salaria, komende van het Apennijnengebergte richting Adriatische Zee.

## Historiek
De Romeinen bestuurden Ascoli Piceno, of in bredere zin de provincie Picenum, vanaf de 3e eeuw v.Chr. Er moet op die plek al een kleine poort gestaan hebben, die toegang gaf tot de vesting. Deze poort was de Porta Picena. De eerste poort ging tegen de vlakte tijdens de vernielingen door de troepen van Strabo (89 v.Chr.).
Tezamen met de uitbouw van de stad in de 1e eeuw v.Chr. bouwden de stedelingen de Romeinse Poort. De poort is 6 meter hoog. De stad lag immers op de belangrijke Via Salaria of Zoutweg tussen de Tyrrheense Zee, over de Apennijnen, naar de Adriatische Zee. Wie van de Apennijnen afdaalde naar de Adriatische Zee, passeerde in Ascoli Piceno. De toegangspoort aan de noord-west kant was deze Romeinse Poort.
In de middeleeuwen vernielde keizer Frederik II de stad doch niet de Romeinse Poort. Het was de periode dat de graaf-bisschoppen van Ascoli Piceno de stad bestuurden (11e - 13e eeuw). De bisschoppen konden niet anders dan een ringmuur te bouwen ter bescherming van hun stadstaat en graafschap. De Romeinse poort werd een van de poorten in de middeleeuwse ringmuur van Ascoli Piceno. De Zoutweg behield haar strategisch belang als verbindingsweg tijdens de Middeleeuwen. Een van de zes wijken van de stad tijdens de Middeleeuwen droeg de naam Romeinse Poort. In het embleem van de wijk staat, niet zonder verrassing, de Romeinse Poort. Achter de Romeinse Poort werd een zuilengalerij gebouwd en bovenop de poort een kerk.
Begin 19e eeuw verdwenen ringmuur en kerk. Zo kwam de Romeinse Poort terug vrij te staan.
De Romeinse Poort overleefde de bombardementen tijdens de Tweede Wereldoorlog, wat niet het geval was voor andere gebouwen en bruggen in Ascoli Piceno.